# لی کونگچنگ
لی کونگچنگ (انگلیسی: Li Kongzheng؛ زادهٔ ۴ مهٔ ۱۹۵۹) ورزشکار شیرجه اهل چین است.
وی در مسابقات کشوری و بین‌المللی در مجموع برندهٔ ۲ مدال طلا، ۲ مدال نقره، ۱ مدال برنز شده‌است.